# An American Pickle
An American Pickle è un film del 2020 diretto da Brandon Trost.
La pellicola è l'adattamento cinematografico del racconto breve del 2013 Sell Out scritto da Simon Rich, sceneggiatore del film.
È il primo film originale distribuito da HBO Max.

## Trama
Herschel Greenbaum e sua moglie, Sarah, sono lavoratori ebrei in difficoltà. Emigrano dal loro shtetl in America nel 1919 dopo che il loro villaggio è stato preso d'assalto dai cosacchi russi. Herschel trova lavoro in una fabbrica di sottaceti, in particolare di cetrioli, e riesce a mettere da parte due tombe in un cimitero ebraico. Un giorno, mentre lavora, egli cade in una vasca di sottaceti proprio mentre la fabbrica viene chiusa per motivi di salute, lasciando Herschel in salamoia per 100 anni.
Dopo essersi svegliato a Brooklyn nel 2019, Herschel scopre che il suo unico parente vivente è il suo pronipote Ben. Ben lavora come sviluppatore di app freelance e attualmente sta sviluppando la sua app inedita "Boop Bop", un servizio che controlla l'etica delle aziende al momento dell'acquisto dei loro prodotti. Ben accetta con riluttanza di andare con Herschel al cimitero dove sono sepolti Sarah e suo figlio, insieme ai genitori di Ben. Herschel è disgustato nello scoprire che il cimitero è stato lasciato in rovina, insieme a un cartellone pubblicitario di vodka russa che lo sovrasta. Questo lo fa assalire gli operai edili che montano il cartellone, portando all'arresto suo e di Ben.
Ben è in grado di tirarli fuori di prigione; tuttavia, ora non è in grado di ottenere investitori per la sua app a causa della sua nuova fedina penale, costringendolo a rinnegare Herschel. Herschel decide di avviare un'attività di sottaceti per acquistare e smontare il cartellone che si affaccia sul cimitero. L'attività di Herschel è un enorme successo sui social media. Tuttavia, Ben dice agli ispettori sanitari che Herschel ha usato prodotti trovati nei bidoni della spazzatura, causandogli un addebito di 12000 $. Herschel è in grado di tornare indietro con l'assistenza di stagisti non retribuiti, facendo sì che la sua attività diventi ancora più popolare e permettendogli di ristrutturare il cimitero e rimuovere il cartellone. Il successo di Herschel porta Ben a invidiarlo ancora di più.
Ben quindi dice a Herschel di scaricare Twitter e inizia a twittare dichiarazioni controverse. Mentre inizialmente ha incontrato proteste e boicottaggi, Herschel è poi visto come un'icona della libertà di parola e dell'empowerment. Mentre Herschel tiene un dibattito amichevole, Ben si presenta e mette in discussione i suoi pensieri sul cristianesimo. Questo porta a uno sproloquio sul cristianesimo, facendo sì che Herschel venga disprezzato dal pubblico. Anche i suoi file di immigrazione non sono stati trovati, causando il tentativo del governo di espellerlo.
Herschel arriva all'appartamento di Ben e Ben accetta con riluttanza di aiutarlo a raggiungere il confine canadese. Attraverso questo, Ben e Herschel iniziano a riconciliare la loro relazione. Tuttavia, Ben ammette di aver cercato di sabotare gli affari del bisnonno e, in tutta risposta, un furioso Herschel dice al pronipote di ritenerlo la vergogna della famiglia Greenbaum e poi mette al tappeto Ben con un paio di pugni. Herschel ruba lo zaino di Ben, usa il suo rasoio per radersi e indossa i suoi vestiti per passare per Ben, avvertendo la polizia che il vero Ben è Herschel. Questo provoca l'arresto e la deportazione del vero Ben.
Mentre si trova nell'appartamento di Ben, Herschel scopre che il nome dell'app, "Boop Bop", era in realtà il soprannome che Ben aveva dato ai suoi defunti genitori, portando Herschel a rendersi conto che la famiglia era sempre nel cuore di Ben. Torna nel suo paese d'origine per trovare Ben, che alloggia in una sinagoga locale. Si riconciliano e qualche tempo dopo tornano a Brooklyn, sperando di sviluppare un sito web di vendita di sottaceti.

## Produzione
Il 29 maggio 2013 la Sony Pictures Entertainment ha acquistato i diritti del racconto Sell Out per farne un film.
Le riprese del film, svoltesi a Pittsburgh, sono iniziate il 29 ottobre e terminate il 22 dicembre 2018.

## Promozione
Il primo trailer del film viene diffuso il 3 luglio 2020.

## Distribuzione
Il film è stato distribuito sulla piattaforma streaming on demand HBO Max a partire dal 6 agosto 2020, dopo aver acquistato i diritti di distribuzione dalla Sony Pictures Entertainment. In Italia arriva direttamente in streaming dal 12 agosto 2021.